# 460-е годы
460-е (четы́реста шестидеся́тые) го́ды по юлианскому календарю — промежуток времени с 1 января 460 года по 31 декабря 469 года, включающий 460 год 6-го десятилетия   и с 461 по 469 годы    7-го десятилетия V века 1-го тысячелетия.  Они закончились 1556 лет назад.

## Важнейшие события

### Римская империя
- 19 ноября 461 года — Либий Северус, римский сенатор от Лукании, провозглашается императором Западной Римской империи.
- 15 августа 465 года — Либий Северус, император Западной Римской империи, умирает после 4-летнего правления.
- 12 апреля 467 года — Анфемий становится императором Западной Римской империи. Он был назначен императором Левом I, восточным императором, чтобы укрепить положение Западной империи против варварских нашествий.
- 468 год Войска Восточной и Западной Римской империи ведут невдалую военную кампанию против вандалов. Экспедиция под руководством восточного полководца Василияса Велизария заканчивается катастрофой, что приводит к значительным потерям и ослаблению империй.

### Восточная Римская империя (Византия)
- 465 год Император Лев I предпринимает попытку восстановить территории Восточной империи, наладить внутренние дела и укрепить границы.
- 12 апреля 467 год Лев I назначает Анфемия императором Западной Римской империи в надежде на совместное укрепление обоих империй против варварских угроз.

### Европа
- 27 марта 460 год Швабы вторгаются в Галлский город Луго. Губернатор убит.
- 461 год Вестготы под предводительством короля Теодориха II отбивают Септиманию (южная Галлия) после убийства Майориана.

```
* 
466 год
 
Вестготы
 под предводительством короля Эйриха завоёвывают часть 
Галлии
 и 
Пиренейский полуостров
. Эйрих успешно расширяет влияние вестготов и укрепляет свою власть, что делает его одно из значимых фигур в истории вестготов.
```

- 469 год Вандалы вторгаются в Эпир (современная Греция) . Их изгоняют с Пелопоннеса (Греция) и в отместку вандалы берут 500 заложников на Закинфе . На обратном пути в Карфаген их убивают.

## Родились
- 5 июля 465 года — Акуль-Мо-Наб I , майя, правитель Паленке (ум. 524)
- 13 октября 467 года — император Сяовэнь, император Северной Вэй (ум. 499)
- 467 год — Лев II, византийский император (ум. 474)
- 467 год — Император Шунь из Лю Сун (ум. 479)
- 469 год — Чжоу Шэ, высокопоставленный чиновник династии Лян (ум. 524)

## Скончались
- 20 октября 460 года — Элия Евдокия, римская императрица и жена Феодосия II.
- 5 мая 465 года — Геронтий, архиепископ Миланский.
- 20 июня 465 года — Вэнь Чэн Ди, император Северной Вэй (род. в 440)
- 15 августа 465 года — Либий Север, император Западной Римской империи.
- 1 января 466 года — Цяньфэй, император династии Лю Сун (род. в 449)